# Planetă de clasa M
În universul fictiv Star Trek, o planetă de clasa M sau planetă din clasa Minshara este o planetă pe care oamenii pot trăi fără echipamente speciale. Se pare că acest denumire este de origine vulcaniană.

## Proprietăți
Proprietăți ale unei planete de clasa M:
- Atmosfera planetei este în general bogată în azot și oxigen și în proporții confortabile.
- Atmosfera este lipsită de gaze toxice (acid sulfuric etc.).
- Temperaturile sunt cel puțin suportabile local pentru viața umană.
- Gravitația nu necesită echipamente suplimentare.
- Umiditatea și apa permit viața.
- Vegetația este deja prezentă.
- De asemenea, poate găzdui forme de viață animală și chiar umanoide.

Într-un episod din Star Trek: Generația următoare, profesorul Gallen, mentor de xenoarheologie al căpitanului Picard, a prezentat și ideea că o specie, numită Progenitori, ar fi însămânțat o mare parte din univers, ceea ce ar explica asemănarea dintre speciile galaxiei.
Este mai mult decât probabil să fie un concept Vulcan, având în vedere că (în comparație cronologică cu toate seriile Star Trek) primul personaj care menționează acest nume este Subcomandantul T'Pol din Star Trek: Enterprise.

## Exemple
Pământul este o planetă de clasa M, la fel și planetele (de exemplu) Aldea, Alpha Carinae II, Bajor,  Betazed, Cardassia Prime,  Ferenginar, Genesis,  Ligon II,  Ophiucus IV, Qo'noS, Risa, Romulus sau Vulcan.